# Cleome monophylla
Cleome monophylla är en paradisblomsterväxtart som beskrevs av Carl von Linné. Cleome monophylla ingår i släktet paradisblomstersläktet, och familjen paradisblomsterväxter. Utöver nominatformen finns också underarten C. m. madagascariensis.

## Bildgalleri

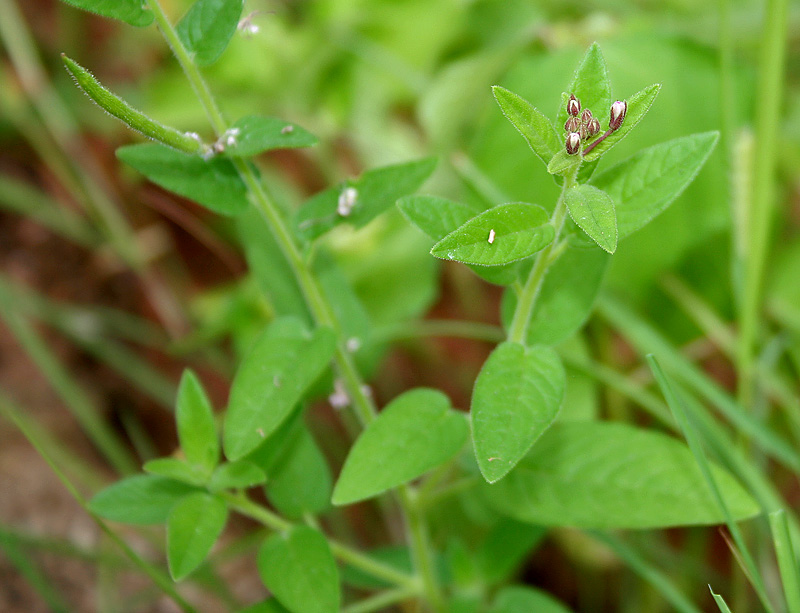
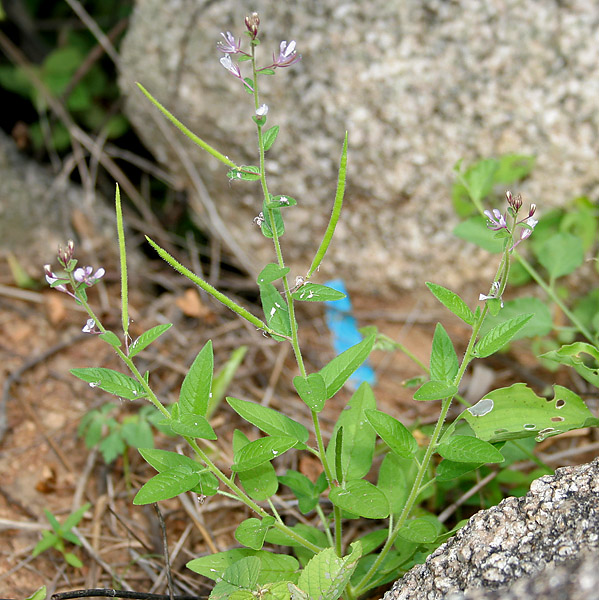
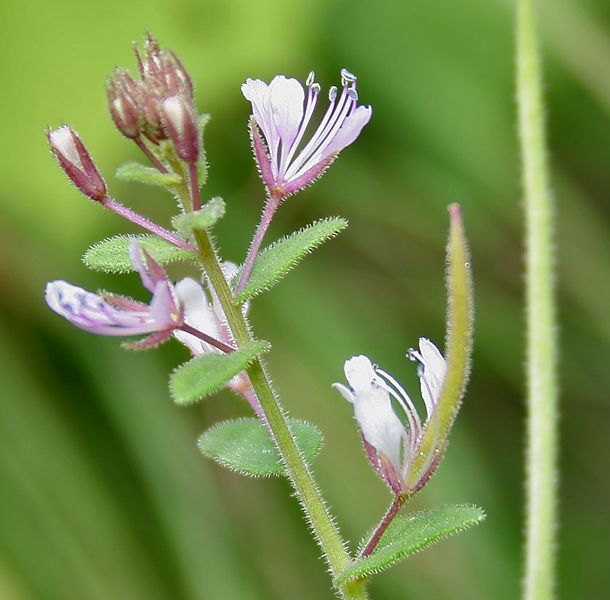
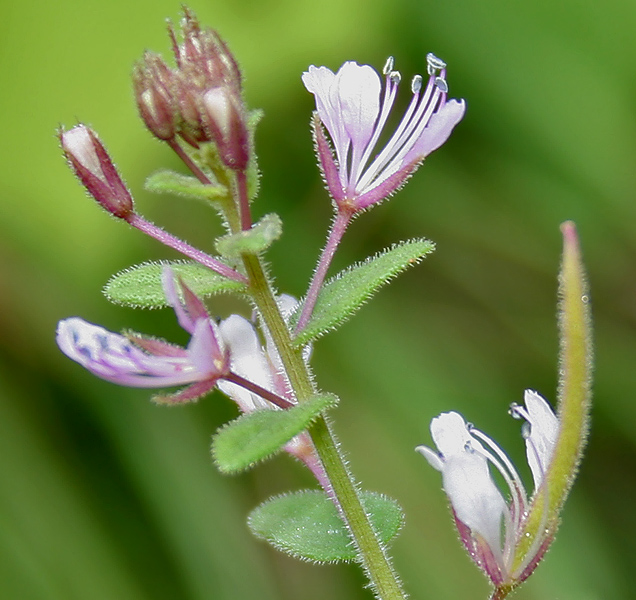